# Zbór Chrześcijańskiej Wspólnoty Zielonoświątkowej w Lubinie
Zbór Chrześcijańskiej Wspólnoty Zielonoświątkowej w Lubinie – zbór  Chrześcijańskiej Wspólnoty Zielonoświątkowej działający w Lubinie.

## Historia
W latach 70. XX wieku Lubin zamieszkiwało kilka ewangelicznie wierzących rodzin, których członkowie brali udział w nabożeństwach organizowanych przez zbór w Legnicy, jak również niezarejestrowany zbór chrześcijański funkcjonujący wówczas w Polkowicach Dolnych. W 1980 zainaugurowane zostało prowadzenie nabożeństw w Lubinie i powstał tu samodzielny zbór, który został utworzony przez sześć rodzin. Spotkania zboru prowadzone były w mieszkaniach prywatnych, a z czasem dołączać zaczęli do niego kolejni wierzący. W wyniku przyrostu liczby wiernych, jedna z członkowskich rodzin postanowiła o budowie domu, w którym powstała również sala nabożeństw z około 100 miejscami, która została otwarta w 1984.
W wyniku dalszego przyrostu liczby członków zboru, związanego również z dojeżdżaniem na nabożeństwa wiernych z Polkowic, w dotychczasowej kaplicy zaczęło brakować miejsc, wobec czego wspólnota wynajęła salę przy ul. Wiązowej 20. Jednocześnie w związku z przewidywaniami dalszego powiększania się liczby wiernych podjęto decyzję o budowie domu modlitwy. Prace budowlane zostały rozpoczęte w 1990. Początkowo powstała część gospodarcza obiektu, gdzie na zapleczu docelowej sali głównej została utworzona tymczasowa sala nabożeństw. Spotkania w prowizorycznej sali rozpoczęto prowadzić latem 1991, równolegle prowadzone były dalsze prace w sali głównej.
W lipcu 1992 miało miejsce otwarcie głównej sali nabożeństw. Zbór skupiał w tym momencie ponad 200 członków. W związku z braniem udziału w życiu wspólnoty wiernych dojeżdżających z Polkowic, powołana tam została placówka zboru, gdzie odbywały się spotkania tygodniowe, a w nabożeństwach niedzielnych wierni z Polkowic brali udział w Lubinie. Następnie dokonano wynajęcia sali w Polkowicach, dokąd przeniesione zostały spotkania tej placówki, rozpoczęto tam również prowadzenie jednego nabożeństwa niedzielnego miesięcznie, które miało miejsce w każdą pierwszą niedzielę miesiąca. W momencie osiągnięcia przez placówkę w Polkowicach liczby 100 wiernych podjęta została decyzja o powołaniu tam samodzielnego zboru, do czego doszło w 1993.

## Działalność
Przez zbór w Lubinie organizowane są dwa nabożeństwa niedzielne, jak również jedno nabożeństwo tygodniowe. Ponadto prowadzone są cotygodniowe nabożeństwa modlitewne oraz młodzieżowe.